# Ільчук Валерій Петрович
Ільчук Валерій Петрович (14 грудня 1947, с. Ловинь Ріпкинського району Чернігівської області) — кандидат технічних наук, доктор економічних наук, професор, академік Академії економічних наук України Чернігівський національний технологічний університет
Заслужений працівник освіти України (2020).

## Життєпис
Закінчив Ловинську восьмирічну школу та Ріпкинську середню школу.
- 1972  рік — закінчив механічний факультет Чернігівської філії Київського політехнічного інституту, отримав кваліфікацію інженера за спеціальністю «Машини і апарати виробництв хімічних волокон».
- З 1972 року працював на виробництві.
- З 1977 до 1995 роки працював у НВО «Хімтекстильмаш» (Чернігів).
- У 1980 р. — зарахований до аспірантури Московського ордена Трудового Червоного Прапора текстильного інституту ім. О. М. Косигіна з відривом від виробництва на кафедру проектування машин для виробництва хімічних волокон і фарбувально-оздоблювального обладнання.
- У 1984 р. захистив дисертацію на здобуття наукового ступеня кандидата технічних наук зі спеціальності «Машини і агрегати легкої промисловості».
- У 1994 р. закінчив курси фахівців інвестиційних керуючих інвестиційних фондів (м. Київ) і одержав Свідоцтво спеціаліста з управління активами інвестиційних фондів та компаній.
- У 1994 р. — працював провідним спеціалістом відділу інвестицій, цінних паперів та довірчих операцій в акціонерному комерційному банку «Стрижень» (м. Чернігів).
- З 1995 р. прийнятий на посаду старшого викладача кафедри ринкової економіки і менеджменту Чернігівського технологічного інституту (нині Чернігівський національний технологічний університет.
- У 1998 р. — закінчив фінансово-економічний інститут при Чернігівському технологічному інституті і одержав диплом спеціаліста за спеціальністю «Фінанси та кредит».
- У 1999 р. присвоєно вчене звання доцента кафедри фінансів, економіки і маркетингу Чернігівського технологічного інституту.
- З 1999—2002 р. — декан фінансово-економічного факультету Київського університету економіки і технологій транспорту.
- У серпні 1999 р. прийнятий на посаду доцента кафедри «Економіка і фінанси залізничного транспорту» у Київському інституті залізничного транспорту.
- У квітні 2002 року призначений на посаду декана фінансово-економічного факультету Київського інституту залізничного транспорту (нині Державний економіко-технологічний університет транспорту).
- У вересні 2005 року захистив дисертацію на тему «Управління розвитком інноваційно-інвестиційних систем на залізничному транспорті України: теорія і практика» та отримав науковий ступінь доктора економічних наук зі спеціальності 08.07.04 — економіка транспорту та зв'язку.
- З 2006 року — завідувач кафедри фінансів. банківської справи та страхування Чернігівського національного технологічного університету.
- У жовтні 2007 року отримав вчене звання професора кафедри фінансів.

## Науково-педагогічна діяльність
Є заступником Голови спеціалізованої вченої ради Д 79.051.01 у ЧНТУ за спеціальностями:
08.00.04 — економіка та управління підприємствами (за видами економічної діяльності);
08.00.05 — розвиток продуктивних сил і регіональна економіка та членом спеціалізованої вченої ради Д 79.051.04 за спеціальностями:
08.00.03 — економіка та управління національним господарством;
08.00.08 — гроші, фінанси і кредит.
Здійснює підготовку науково-педагогічних кадрів вищої кваліфікації.
Член редакційної колегії наукового журналу «Проблеми і перспективи економіки та управління».
Член редакційної колегії наукового періодичного видання «Науковий вісник Полісся».
Керівник трьох науково-дослідних тем за профілем кафедри фінансів, банківської справи та страхування.
В рамках виконання науково-дослідних робіт захищені 2 докторські та 7 кандидатських дисертацій, результати яких впроваджені в практичну діяльність: Головного управління економіки Чернігівської ОДА, Чернігівського регіонального центру з інвестицій та розвитку, фінансового управління Чернігівської міської ради та ін. і знайшли відображення в структурі лекційних і практичних занять навчальних курсів, що забезпечують підготовку висококваліфікованих майбутніх фахівців.
Обраний членом-кореспондентом інженерної академії України та академіком Академії економічних наук України, здійснює підготовку фахівців вищої кваліфікації — кандидатів і докторів наук.

## Сфера наукових інтересів
- формування, функціонування та розвиток інноваційно-інвестиційних систем на мікро-, мезо- та макрорівнях;
- інтенсифікація процесів інноваційного оновлення національної економіки на базі функціонування інноваційно-інвестиційних систем;
- формування та розвиток інноваційно-інвестиційних кластерів у науково-технологічній сфері національної економіки;
- кластеризація економіки в посиленні конкурентоспроможності вітчизняних виробників на внутрішньому і зовнішньому ринках.

## Публікації
Є автором і співавтором понад 300 наукових і навчально-методичних розробок, 2 підручників з грифом МОН України, 5 навчальних посібників (у тому числі два з грифом МОН України), 7 монографій.
Має 5 авторських свідоцтв про винаходи у сфері виробництва волокон спеціального призначення, композиційних матеріалів, що використовуються в оборонній та космічній галузях.

### Монографії
- Ільчук, В. П. Брендинг у підвищенні конкурентоспроможності виноробних підприємств в умовах євроінтеграції : монографія / В. П. Ільчук, В. Л. Пазюк. - Чернігів : Брагинець О. В., 2018. - 274 с. : іл., табл.

- Сич, Є. M. Ільчук В. П. Інноваційно-інвестиційний розвиток залізничного транспорту : монографія / Є. М. Сич, В. П. Ільчук. - К.: Логос, 2002. - 256 с.
- Ільчук, В. П. Інноваційно-інвестиційні системи залізнич¬ного транспорту: становлення та розвиток : монографія / В. П. Ільчук ; за ред. Є. М. Сича. - К.: Логос, 2004. - 381 с.
- Сич, Є. M. Інноваційно-інвестиційні комплекси транспортної галузі: методологія формування та розвитку : монографія / Є. М. Сич, В. П. Ільчук. - К. : Логос, 2006. - 264 с.
- Шкарлет, С. М. Фінансове забезпечення інноваційного розвитку рекреаційної інфраструктури регіону : монографія / С. М. Шкарлет, В. П. Ільчук, О. В. Анопрієнко. - Чернігів : ЧНТУ, 2013. - 350 с.
- Ільчук, В. П. Кластерна стратегія розвитку економіки регіону : монографія / В. П. Ільчук, І. О. Хоменко, І. В. Лисенко. - Чернігів : ЧНТУ, 2013. - 367 с.
- Ільчук, В. П. Модернізація продуктивних сил проблемних регіонів на основі кластерів : монографія / В. П. Ільчук, І. В. Лисенко. - Ніжин : ФОП Лук'яненко В. В. ТПК «Орхідея», 2015 - 248 с.
- Ільчук, В. П. Ринок ІРО : монографія / В. П. Ільчук, Н. І. Гавриленко, І. В. Садчикова. - Чернігів : Видавець Брагинець О. В., 2016. - 228 с.